# ثيودور أندرسون
ثيودور أندرسون (10 أغسطس 1878 في أستراليا - 20 أغسطس 1926) (بالإنجليزية: Theodore Anderson)‏ هو لاعب كريكت أسترالي.

## وصلات خارجية
- ثيودور أندرسون على موقع إي آس بي آن كريك إنفو (الإنجليزية)